# 금계백화장
금계백화장(金雞百花奬)은 중국에서 열리는 영화 시상식인 금계장(金雞奬)과 백화장(百花奬)을 합쳐서 부르는 이름이다. 금계장은 1981년에, 백화장은 1962년에 첫 시상식이 열렸다. 일반적으로 금계장은 전문가상, 백화장은 대중상이라 부른다. 이유는 금계장은 중국영화인협회에서 수상작을 뽑고, 백화장은 중국의 영화 잡지인 <대중 영화>(大众电影)의 독자 투표로 이루어지기 때문이다. 또한 당시 정부는 영화전문가의 의견을 반영하는 ‘금계장’과 대중들의 의견을 반영하는 ‘백 화장’을 통합하여 하나로 운영하자는 취지에서 ｢금계의 힘찬 울음소리로써 백화제방 의 시대를 상징(以<金鷄啼曉>象徵<百花齊放>)｣하는 통합영화제를 지향한다고 발표하였다.  1992년부터 두 상의 수상식은 '중국 금계 백화 영화 축제'의 부대행사로 함께 열렸고 2005년부터는 시상식이 격년제로 열리고 있다. 현재 홍콩 영화 금상장과 타이완 금마장과 함께 중화권의 3대 영화제로 손꼽힌다.  

## 금계장
금계장(金雞奬, the Golden Rooster Award)은 '중국 영화 금계장'이라고도 부르는 영화 시상식이다. 닭띠 해인 1981년에 첫 시상식이 열려서 금계장이라는 명칭을 얻게 되었다. 금계장은 중국영화인협회가 매년 심사위원을 구성하여 수상작을 선정한다. 금계장 역대 최대 수상작은 8개상을 받은 <손중산>, 6개상을 받은 <대결전> <파 산야우> <야산> <개국대전> <아편전쟁>, 5개상을 받은 <1942>, 4개상을 받은 <루 처투어시앙즈> <오래된 우물> <붉은 수수밭> <영웅> <안거> <생사결택> <아름다운 다리> <아름다운 상하이> <집결호> <경도해랑> 등이 있는데, 최다 부분 수상작 또 한 대다수가 주선율영화이다. 역대 최다 연기자상을 받은 배우들 또한 주선율 영화에 출연한 배우들이 대부분 수상했다

## 백화장
백화장(百花奬, the Hundred Flowers Award)은 대중 영화 잡지 <대중 영화>(大众电影)가 주관하는 영화상으로, '대중 영화 백화장'이라고도 부른다. 1962년 첫 수상자를 결정하였고, 1963년 2회를 실시하였으나, 이후 한 때 정치 문제로 중단되었다. 수상작 선정은 잡지독자의 투표로 이루어졌다. 1회 때는 모두 11만 7천 명이 참가했고, 2회때는 18만 명, 그리고 1980년에 열린 3회 때는 70여만 명이 참가했다.

## 역대 금계백화장 최우수작품상 수상작
- 금계장의 경우 극영화부문(最佳故事片)과 함께 다큐멘터리(最佳纪录片), 과학교육작품(最佳科教片), 애니메인션 등 미술작품(最佳美术片) 등에 대한 최우수작품상이 있다.

| 연도 | 금계장 작품상 (最佳故事片奬) | 금계장 작품상 (最佳故事片奬)                 | 백화장 작품상 (最佳故事片奬) | 백화장 작품상 (最佳故事片奬)                       |
| 2010 | -                            | -                                            | 30회                         | 《건국대업》                                       |
| 2009 | 27회                         | 《집결호》 《매란방》                        | -                            | -                                                  |
| 2008 | -                            | -                                            | 29회                         | 《집결호》                                         |
| 2007 | -                            | -                                            | -                            | -                                                  |
| 2006 | 26회                         | 《云水谣》                                   | 28회                         | 《장사덕》                                         |
| 2005 | 25회                         | 《커커시리》,《太行山上》                    | -                            | -                                                  |
| 2004 | 24회                         | 《美丽上海》                                 | 27회                         | 《핸드폰》(手机), 《惊心动魂》,《暖春》            |
| 2003 | 23회                         | 《惊涛骇浪》,《暖》                          | 26회                         | 《冲出亚马逊》,《영웅》(英雄),《邓小平》           |
| 2002 | 22회                         | 《美丽的大脚》,《冲出亚马逊》                | 25회                         | 《二十五个孩子一个爹》,《大腕》,《法官妈妈》       |
| 2001 | 21회                         | 《毛泽东在1925》                             | 24회                         | 《生死抉择》,《漂亮妈妈》,《芬芳誓言》             |
| 2000 | 20회                         | 《生死抉择》,《집으로 가는 길》,《横空出世》 | 23회                         | 《집으로 가는 길》,《黄河绝恋》,《国歌》           |
| 1999 | 19회                         | 《그 산, 그 사람, 그 개》(那山那人那狗)      | 22회                         | 《男妇女主任》,《红娘》,《책상 서랍 속의 동화》    |
| 1998 | 18회                         | 《安居》                                     | 21회                         | 《갑방을방》(甲方乙方),《아편전쟁》,《长征》       |
| 1997 | 17회                         | 《아편전쟁》(鸦片战争)                       | 20회                         | 《红河谷》,《大转折》,《离开雷锋的日子》           |
| 1996 | 16회                         | 《红樱桃》                                   | 19회                         | 《红樱桃》,《七七事变》,《混在北京》               |
| 1995 | 15회                         | 《被告山杠爷》,《没有原告的杀人事件》        | 18회                         | 《被告山杠爷》,《留村查看》,《一个独生女的故事》   |
| 1994 | 14회                         | 《凤凰琴》                                   | 17회                         | 《凤凰琴》,《重庆谈判》,《炮兵少校》               |
| 1993 | 13회                         | 《귀주이야기》(秋菊打官司)                   | 16회                         | 《홍등》,《귀주이야기》,《杨贵妃》                 |
| 1992 | 12회                         | 《大决战》                                   | 15회                         | 《周恩来》,《大决战》,《过年》                     |
| 1991 | 11회                         | 《焦裕禄》                                   | 14회                         | 《焦裕禄》,《龙年警官》,《老店》                   |
| 1990 | 10회                         | 《开国大典》                                 | 13회                         | 《开国大典》,《本命年》,《巍巍昆仑》               |
| 1989 | 9회                          | (最佳纪录片: 《蛇口奏鸣曲》)                 | 12회                         | 《春桃》,《寡妇村》,《共和国不会忘记》             |
| 1988 | 8회                          | 《옛우물》(老井),《붉은 수수밭》(红高粱)     | 11회                         | 《옛우물》(老井), 《붉은 수수밭》(红高粱),《原野》 |
| 1987 | 7회                          | 《孙中山》,《부용진》(芙蓉镇)                | 10회                         | 《부용진》(芙蓉镇),《血战台儿庄》,《孙中山》       |
| 1986 | 6회                          | 《野山》                                     | 9회                          | 《少年犯》,《日出》,《咱们的退伍兵》               |
| 1985 | 5회                          | 《红衣少女》                                 | 8회                          | 《高山下的花环》,《人生》,《红衣少女》             |
| 1984 | 4회                          | 《乡音》                                     | 7회                          | 《咱们的牛百岁》,《十六号病房》,《不该发生的故事》 |
| 1983 | 3회                          | 《人到中年》,《骆驼祥子》                    | 6회                          | 《人到中年》,《牧马人》,《骆驼祥人》               |
| 1982 | 2회                          | 《邻居》                                     | 5회                          | 《喜盈门》,《乡情》,《白蛇传》                     |
| 1981 | 1회                          | 《巴山夜雨》,《天云山传奇》                  | 4회                          | 《庐山恋》,《天云山传奇》,《七品芝麻官》           |
| 1980 |                              |                                              | 3회                          | 《吉鸿昌》,《泪痕》,《小花》                       |
| 1963 |                              |                                              | 2회                          | 《李双双》                                         |
| 1962 |                              |                                              | 1회                          | 《홍색낭자군》                                     |